# متلازمة ستوكهولم
متلازمة ستوكهولم (بالإنجليزية: Stockholm syndrome)‏ هي ظاهرة نفسية تصيب الفرد عندما يتعاطف أو يتعاون مع عدوه أو مَن أساء إليه بشكل من الأشكال، أو يُظهر بعض علامات الولاء له مثل أن يتعاطف المُختَطَف مع المُختَطِف. وتسمى أيضاً برابطة الأَسْر أو الخطف وقد اشتهرت في العام 1973 حيث تُظهر فيها الرهينة أو الأسيرة التعاطف والانسجام والمشاعر الإيجابية تجاه الخاطف أو الآسر، تصل لدرجة الدفاع عنه والتضامن معه. هذه المشاعر تعتبر بشكل عام غَيْرَ منطقية ولا عقلانية في ضوء الخطر والمجازفة اللتين تتحملهما الضحية، إذ أن الضحية تفهم بشكل خاطئ عدم الإساءة من قبل المعتدي إحساناً ورحمة. وقد سجلت ملفات الشرطة وجود متلازمة ستوكهولم لدى 8% من حالات الرهائن.
ويمكن اعتبار متلازمة ستوكهولم كنوع من الارتباط الذي له علاقة بالصدمة، ولا يتطلب بالضرورة وجود حالة خطف، فهو ترابط عاطفي قوي يتكون بين شخصين أحدهما يضايق ويعتدي ويهدد ويضرب ويخيف الآخر بشكل متقطع ومتناوب.
إحدى الفرضيات التي تفسر هذا السلوك، تفترض أن هذا الارتباط هو استجابة الفرد للصدمة وتحوله لضحية. فالتضامن مع المعتدي هو إحدى الطرق للدفاع عن الذات. فالضحية حين تؤمن بنفس أفكار وقيم المعتدِي فإن هذه الأفكار والتصرفات لن تعتبرها الضحية تهديدًا أو تخويفا. وقد يطلق على متلازمة ستوكهولم خطأً اسم متلازمة هلسنكي.
و أُطلق على هذه الحالة اسم «متلازمة ستوكهولم» نسبة إلى حادثة حدثت في ستوكهولم في السويد حيث سطا مجموعة من اللصوص على بنك كريديتبانكين Kreditbanken هناك في عام 1973، واتخذوا بعضاً من موظفي البنك رهائن لمدة ستة أيام، خلال تلك الفترة بدأ الرهائن يرتبطون عاطفياً مع الجناة، وقاموا بالدفاع عنهم بعد إطلاق سراحهم.

## السمات العامة
لكل متلازمة أعراض وسلوكيات تميزها، ولعدم الاتفاق على قائمة متكاملة من الأعراض ؛ لاختلاف آراء الباحثين والمتخصصين، فإن بعض العلامات لا بد من تواجدها ضمن متلازمة ستوكهولم مثل:
1. المشاعر الإيجابية تجاه المعتدي المتسلط
2. المشاعر السلبية للضحية تجاه العائلة أو الأصدقاء أو من يحاول إنقاذهم أو الوقوف بجانبهم.
3. دعم وتأييد سلوك وتفكير المعتدي
4. المشاعر الإيجابية للمعتدي تجاه الضحية
5. سلوكياتٌ مساندةٌ للمعتدي من قبل الضحية وأحياناً مساعدة المعتدي
6. عدم القدرة على المشاركة في أي سلوك يساعد على تحرير الضحية أو فك ارتباطها.

## التاريخ
تُسمّى هذه النظرية باسم مدينة ستوكهولم في السويد حيث وقع حادث سرقة بنك في آب ( أغسطس ) عام 1973، وخلال عملية السرقة احتجز المجرمون عدداً من موظفي البنك  كرهائنَ لمدة ستة أيام، خلال فترة التفاوض مع السلطات. وخلال هذه المدة أصبح الرهائن متعلقين عاطفياً بالخاطفين، رافضين مساعدة المسؤولين، بل قاموا بالدفاع عن الخاطفين بعد انتهاء الأزمة.
تسمية هذه الحالة كان من قِبل نيلز بيجيروت، المختص بعلم الجرائم والأمراض النفسية، حيث كان مستشاراً نفسياً للشرطة في وقت وقوع الحادث واشتهرت هذه التسمية عالميًا بعد هذه الحادثة. وفي الأصل عرفها وبينها فرانك أوكبيرغ الاختصاصي بعلم النفس، للمساعدة في التعامل مع حالات الرهائن.

## أسباب
تفسير متلازمة ستوكهولم طبقاً لـعلم النفس التطوري يفسر التعاطف والارتباط مع الخاطف بأنه حل لمشكلة تعايش الضحية مع وضع تكون فيه مسلوبة الإرادة ومغلوبة على أمرها للحفاظ على حياتها وبقائها وهو معروف منذ أقدم العصور. فإحدى المشاكل التي كانت تواجه النساء في المجتمعات البدائية هي التعرض للخطف أو الأسر من قبل قبيلة أخرى، فخطف النساء واغتصابهن وقتل أطفالهن الصغار كان أمراً شائعاً وكانت المرأة  التي تقاوم في تلك المواقف تعرض حياتها للخطر. وخلال فترات طويلة من التاريخ كان خوض الحروب وأخذ السبايا أمراً طبيعياً وقد كانت السبية أو الأسيرة تتعايش وتندمج ضمن القبيلة التي أسرتها وتخلص لها. هذا النمط من الحياة ما زال معروفاً لدى بعض القبائل البُدائية، وكذلك لدى بعض الثدييات المتطورة.
وما زالت هناك أنواع من  العلاقات في الوقت الحاضر تحمل بعضَ السمات النفسية على الارتباط مع الخاطف أو الآسر مثل متلازمة الزوجة المتعرضة للضرب، والعلاقة خلال التدريبات العسكرية الأولية، وضمن الأخويات أو نوادي الرجال، وكذلك في بعض الممارسات الجنسية كالسادية والماسوشية أو الارتباط والعقاب.

## نماذج
لا يوجد معيار عام متفق عليه لتشخيص هذه الحالة. لكن الأبحاث وجدت ترابطاً عاطفيا ًمع الخاطفين أو الآسرين في حالات مختلفة من العلاقات الاضطهادية مثل:
- الأطفال المعتدى عليهم
- النساء المعتدى عليهن
- ضحايا اغتصاب المحارم أو ذوي القربى
- سجناء المعتقلات.

ففي المانيا النازية في الثلاثينيات كان بعض اليهود ينادون بسقوط اليهود ومساندة سياسة هتلر.
وفي حالات الجرائم يشجع الضحية على هذا السلوك، فهو يزيد من فرص نجاة الضحايا. لكن المصابون به يكونون عادةً غير متعاونين أثناء عملية إنقاذهم أو التحقيق معهم.
ويمكن ملاحظة وجود بعض مميزات متلازمة ستوكهولم لدى ضحايا العنف في المواقف التالية:
- المشاعر الإيجابية للضحية كالحب والشفقة تجاه المعتدي المتحكم
- المشاعر السلبية للضحية كالبغض تجاه من يحاول تخليصها
- وجود سلوك مساند من قبل الضحية لمساعدة المعتدي
- عدم رغبة الضحية بالخلاص من المعتدي.

## متلازمة ليما
هذه الحالة هي عكس متلازمة ستوكهولم، حيث يتعاطف الخاطف مع الرهائن.
وهناك عدة أسباب لظهور متلازمة ليما لدى الخاطف، ففي بعض الحالات  يكون هناك عدة أفراد مرتكبين للخطف، واحد منهم أو أكثر سيبدأ بالخلاف مع الآخرين حول ما يقومون به ويؤثر أحدهم على الآخر. كما قد يعيد الخاطف التفكير بالأمر أو يتعاطف مع الرهائن.
متلازمة ليما سُمّيت بعد حادثة خطف حدثت في السفارة اليابانية في ليما عاصمة البيرو، في 1996 حيث قامت مجموعة تابعة لحركة عسكرية باحتجاز المئات من الرهائن الذين كانوا يحضرون حفلة تقيمها السفارة اليابانية في مقر إقامة السفير. وخلال ساعات قليلة قام الخاطفون بإطلاق سراح معظم الرهائن ومن ضمنهم الشخصيات الهامة، بسبب التعاطف معهم.

## حالات مشهورة
هناك حالات من متلازمة ستوكهولم اشتهرت في وسائل الاعلام منها:
1. باتي هيرست: وتعتبر الأكثر شهرة بين حالات متلازمة ستوكهولم، وهي من عائلة ثرية معروفة اختطفت في 1974 لغرض أخذ فدية من أسرتها من قبل مجموعة تدعي بأهداف سياسية، وبعد شهرين من احتجازها والاعتداء عليها تطوعت بإرادتها لمساعدتهم في عملية سرقة واستمر احتجازها لمدة سنة انضمت خلالها للمجموعة واعتنقت أفكارهم وشاركت معهم في جرائم السرقة التي يقومون بها، بعد ذلك أُلقي القبض عليها وإدانتها وحُوكمت بـ 35 سنة في السجن في عام 1975. لكن الحكم خفف عنها وأُطلق سراحها في 1979 بعفو رئاسي من الرئيس كارتر. ويعتبر سلوكها نموذجا لمتلازمة ستوكهولم.
2. رهائن حادثة بنك ستوكهولم: هؤلاء الرهائن تعاطفوا مع الخاطفين ولم تتمكن الشرطة من تحريرهم إلا بإطلاق غاز مسيل للدموع خلال القبو. وقد أثار تعاطفهم دهشة الجمهور المتابعين للقضية وأطلق اسم هذا السلوك على هؤلاء الرهائن.
3. إليزابيث سمارت: اختطفت من غرفتها بعمر 14 سنة في 2002 من قبل شخص هددها بالسلاح، ثم اصطحبها للغابة حيث كانت زوجته بانتظاره. ثم تزوجها بمراسيم خاصة به وجعلها زوجة ثانية له. وخلال مدة 9 شهور بقيت محتجزة لديه حيث تنقلوا لعدة أماكن وكان يقوم بربطها على شجرة وتجويعها فترات طويلة واغتصابها. وبعد اكتشاف الشرطة و إلقاء القبض عليه قالت إليزابيث: إن الفرصة واتتها عدة مرات للهروب منه لكنها لم تستغلها.
4. ماري ماكلروي: اختطفت في 1933 لمدة 34 ساعة من قبل 4 أشخاص حتى تم دفع فدية 30000$ لإطلاق سراحها. خلال مدة الاحتجاز عقدت ماري صداقة مع مختطفيها الذين ألقي القبض عليهم بعد ذلك والحكم عليهم بالسجن، مما سبب لها حالة شديدة من الاكتئاب والشعور بالذنب. وكانت تقوم بزيارة خاطفيها باستمرار في السجن. وبعد وفاة والديها انتحرت ماري في 1940.
5. جيسي لي دوغارد: اختطفت هذه الضحية في 1993 وهي بعمر 11 سنة من قبل زوجين قاما باحتجازها لمدة 18 عاما في خيمة في حديقة منزلهم حيث اغتصبت وأنجبت ولدين خلال تلك الفترة. وخلال تحقيقات الشرطة كانت تنكر وجود أي مشكلة أو اعتداء وكانت تصف خاطفها بالإنسان العظيم. وحين تسائل الكثيرون عن سبب عدم هروبها، كان الجواب هو متلازمة ستوكهولم التي يؤمن علماء النفس بأنها وسيلة للبقاء.
6. ناتاشا كامبوش: في عام 1998 اختطفت هذه الضحية وهي بعمر 10 سنوات أثناء ذهابها للمدرسة، من قبل عامل توصيل. ولم يعثر عليها إلا في 2006 حيث وجدت تركض هاربة من الخاطف، الذي انتحر بالاستلقاء على خط السكة الحديدية بعد ساعات من هروبها. وتعتبر قضيتها مثالاً يستخدمه المختصون على متلازمة ستوكهولم.
7. شون هورنبيك: اختطف هذا الطفل بعمر 11 سنة في 2002 حين كان راكبا دراجته فلم يعد بعد ذلك لمنزله. كانت لدى هذا الطفل عدة فرص للهرب حينما كان محتجزا من قبل خاطفه لـ 4 سنوات لكنه لم يفعل حتى إنه كان لديه دخول على الإنترنت. اكتشفته الشرطة في بيت خاطفه وهو بعمر 15 ويعتبر من القضايا التي تتضح فيها متلازمة ستوكهولم.
8. اسيرات كليفلاند: بعد أن أبلغت اماندا بيري الشرطة بوجودها بعد 10 سنوات من فقدانها في 2013 أصبحت القضية شغل وسائل الاعلام. فقد احتجزت اماندا مع ميشيل نايت وجينا دي جيسس، لعشر سنوات في منزل بضواحي كليفلاند، ويعتقد الأخصائيون أن إصابتهن بمتلازمة ستوكهولم هو سبب تأخرهن في الهروب من الخاطف.
9. اليزابيث فريتزل: احتجزها والدها في قبو لمدة 24 سنة، خلال تلك المدة كان يعتدي عليها ويغتصبها فأنجبت 7 أطفال كانت تعيش مع 4 منهم في القبو وكان والدها وزوجته وبقية أولادها يعيشون في المنزل. وقد كانت بعمر 18 سنة حين حبسها والدها وأغلق عليها، وقد أُلقي القبض على الأب حين احتاجت لعناية طبية لأحد أطفالها. ولم يكن أحد من أطفالها الصغار قد رأى الشمس إلا حين حررتهم الشرطة. وبسبب طول فترة احتجازها والعلاقة القائمة مع والدها فقد استمر  تأثير متلازمة ستوكهولم عليها.
10. كولين ستان: حبست هذه الضحية في صندوق بحجم التابوت  تحت سرير الخاطف وزوجته لمدة 7 سنوات  منذ 1977 إلى 1984 حيث كانت تقضي فيه 23 ساعة يوميا خلال فترة احتجازها من قبل الخاطف الذي استخدمها لغرض الاستعباد الجنسي. كان الخاطف يتلاعب بأفكارها ويعتدي عليها بمختلف الأشكال، بل وحتى يصطحبها في زيارة عائلتها دون كشف حقيقة ما يحدث لها. أما زوجته التي ساعدته في احتجاز ضحيته خلال تلك المدة  فهي التي أبلغت عنه الشرطة وتمت محاكمته. وتعتبر سيطرة هذا الخاطف على ضحيته بشكل كامل هو مثال على متلازمة ستوكهولم.

## الدولة القمعية
وعلى صعيد المجتمع، يمكن ملاحظة هذا التأثير في الأنظمة القمعية، عندما لا تملك السلطة شرعيتها من أغلبية الشعب، فتصبح وسيلة الحكم القمعية ضاغطة على أفراد المجتمع، ولمدة طويلة، يطور خلالها الافراد علاقة خوف من النظام، فيصبح المجتمع ضحية النظام، ويدرك النظام هذه الحالة مع الوقت، حتى يتقن لعبة ابتزاز المجتمع. فيعتاد الشعب على القمع والذل لدرجه تجعله يخشى من التغيير حتى وإن كان للأفضل ويظل يدافع عن النظام القمعى ويذكر محاسنه القليله جدا دون الالتفات إلى مظاهر القمع والفساد الكثيرة.